# 9.15 cm leichtes Minenwerfer System Lanz
9.15 cm leichtes Minenwerfer System Lanz (нем. 9,15-сантиметровый лёгкий миномёт системы Ланца) — немецкий миномёт времён Первой мировой войны, состоявший на вооружении армий Германии и Австро-Венгрии (в армии последней он стал заменой для миномётов M 14). Отличался использованием бездымного пороха.